# Dragoslav Bokan
Dragoslav Bokan (Beograd, 15. veljače 1961.) srpski je redatelj, književnik, bivši političar i paravojni militant. 

## Životopis
Rođen je 15. veljače 1961. godine u Beogradu. Po očevoj liniji potječe iz Osredaka, a po majčinoj s Male Graduse. Poslije završene gimnazije u Beogradu, diplomirao je na Fakultetu dramskih umjetnosti u Beogradu i završio postdiplomski filozofski studij. 
Krajem osamdesetih seli se u SAD. Odmah po povratku u Beograd iz SAD, samim početkom 1991. godine, uz podršku Dragoša Kalajića dobiva posao u Beogradskom izdavačko-grafičkom zavodu (BIGZ) kao urednik posebnih izdanja ekskluzivnih knjiga ezoterijske tradicije europske kulture. Pomoćnik mu je bio Aleksandar Gatalica. 
Bokan je 1992. godine osnovao paravaojnih skupinu "Beli orlovi",[nedostaje izvor] koja je optužena za ratne zločine u Domovinskom ratu te ratu u Bosni i Hercegovini, poput pokolja u Voćinu i Višegradu.
Voditelj je časopisa Rusija danas, koji izlazi u Beogradu. Sudi im se za masakr u pograničnom selu Lovasu, kada su mještane Hrvate poslali u minsko polje. BBC-jev serijal Smrt Jugoslavije govori o optužbama koje su na račun "Belih orlova", poput one odgovornosti za masakr oko 50 civila u hrvatskom selu Voćinu. Jedan je od prvih državljana Republike Srpske.
Pisao je za časopis Pogledi, bio glavni i odgovorni urednik časopisa Nove ideje i bio kandidat na predsjedničkim izborima u Srbiji 1992. godine (kao vođa stranke Srpski otadžbinski savez). Jedan je od osnivača i potpisnika Srpske narodne obnove (SNO) u Staroj Pazovi 6. siječnja 1990. godine. Osmislio je 2007. kampanju plakata s citatima de Gaulea, Churchilla, Georgea Washingtona, Johna F. Kennedyja, Willyja Brandta uz poruku „Kosovo je Srbija”. Osnovao je časopise Lepa Srbija, Rusija danas i Vodič za život. U izdanju Službenog glasnika, Bokan je osmislio i režirao dvanaest zvučnih knjiga. Napisao je zbirku za djecu Junaci srpskog ustanka pod pseudonimom Vuk Devetak.
Bokanova monografija Politika: Mit, hronika, enciklopedija osvojila je diplomu „Zlatni pečat” na Beogradskom sajmu knjiga 2008. godine. Stalni je suradnik časopisa Eko kuća i jedan je od osnivača beogradskog "Centra za strateške projekte". Bokan je suradnik i počasni član Urbanog književnog kruga (Kanada).

## Objavljene knjige
- Ognjeni ljiljani (1998)
- Portret mladog dendija ili Melanholična šetnja po elizabetanskom pejzažu (2000)
- Junaci srpskog ustanka (2004) - dječja knjiga objavljena pod pseudonimom "Vuk Devetak"
- Beograd, grad tajni (2004)
- Novi Sad: Od varoši do grada (2005)
- Kosovo je srce Srbije (2008)
- Politika: Mit, hronika, enciklopedija (2008)

## Vanjske poveznice
- Dragoslav Bokan na IMDb-u (engl.)
- Bokan: Strani mediji imaju više razumjevanja (srp.)